# Total Music Meeting
Das Total Music Meeting war ein jährliches, mehrtägiges internationales Künstlerfestival für improvisierte Musik in Berlin. Es wurde 1968 als Gegen-Festival zu den von Joachim-Ernst Berendt geleiteten Berliner Jazztagen gegründet und existierte bis 2008. Es fand vierzig Jahre lang Anfang November zeitgleich zum Jazzfest Berlin statt.

## Geschichte
1968 gründeten Jost Gebers, Peter Brötzmann und Peter Kowald in Berlin das Total Music Meeting. Das Ziel dieser Alternativ-Veranstaltung war es zunächst, die Entwicklungen des zeitgenössischen, freien Jazz in Europa aufzuzeigen. Neben abendlichen Konzerten mit internationalen Künstlern fanden später auch thematische Workshops und Dokumentarfilm-Matineen statt.  Der Anspruch, musikalische Konventionen und Abgrenzungen möglichst aufzubrechen und das Erlebnis der Improvisation in der Musik auf einem hohen Niveau zu verwirklichen, spiegelt sich bereits im Festival-Namen Total Music Meeting. Zunächst trafen sich dort die führenden Improvisatoren aus Europa und Amerika, beispielsweise Evan Parker, Fred Van Hove oder später George Lewis.
Im Jahr 2000 kam es zum organisatorischen Wechsel von Jost Gebers zu Helma Schleif: Die interaktive Verständigung von Klang und Raum stand im Vordergrund der nun ebenfalls vertretenen Improvisationen zeitgenössischer „Neuer Musik“-Kompositionen und der Auftritte, bei denen auch elektronische Spielauffassungen eine Rolle spielen. Teilweise sind diese entstanden im Auftrag der Akademie der Künste Berlin.
Die Performances vereinen teilweise die verschiedenen disziplinären Künste, von der Feminist Improvising Group 1979 angefangen bis hin zu dem Auftritt der Gruppe TTT, die Tonalität und Malerei als zwei Seiten des gleichen emotionalen Impulses wahrzunehmen trachtet und in der beispielsweise A. R. Penck, Markus Lüpertz, Louis Moholo, Jeanne Lee oder Peter Kowald gemeinsam auftraten. 
Auch die traditionelle Weltmusik ist gelegentlich auf dem Total Music Meeting vertreten, wenn sich ihre Vertreter (bzw. Ausnahmemusiker) entsprechend zur Improvisation hin öffnen. Südafrikanische oder iranische Musiker waren hier genauso zu hören wie die aus Tuva stammende Oberton-Sängerin Sainkho Namtchylak.
Während das Festival nach den Gründungsjahren in den folgenden Jahrzehnten eine Subventionierung des Berliner Senats erwarten durfte, war es seit dem Jahr 2000 zunehmend auf private Spenden angewiesen, als Gebers öffentlich seinen Rücktritt erklärte und auf die jährliche öffentliche Förderung von 224.000 DM verzichtete. Es finanzierte sich nun auch über den Verkauf von Originalgrafiken, beispielsweise von Han Bennink, Fritze Margull, Helge Leiberg oder Urs Jaeggi. Nachdem der Senat für 2009 nur noch eine Förderung von 3.760 Euro in Aussicht stellte, wurde das Festival für 2009 abgesagt.